# كونغرس نقابات زنجبار
كونغرس نقابات زنجبار هو مركز نقابي وطني في تنزانيا. تم تشكيله في عام 2002 من اندماج 9 نقابات في منطقة زنجبار. ينتمي كونغرس نقابات زنجبار إلى الاتحاد الدولي لنقابات العمال.